# Somadoda Fikeni
Somadoda Fikeni (né à Mount Ayliff au Transkei en Afrique du Sud) est un analyste politique sud-africain, auteur, chercheur et conférencier.

## Biographie
Durant ses études, il milite contre l'apartheid que ce soit au Transkei ou plus tard au Canada.
Il est diplômé en sciences politiques et en sciences sociales de l'Université du Transkei, d'une maîtrise en politique internationale et développement comparé à l’Université Queen's, au Canada et d'un doctorat en philosophie, politique comparée et analyse des politiques de la Michigan State University.
Il a commencé sa vie professionnelle en tant que professeur d'histoire au St John's College et a été maître de conférences en sciences politiques et administration publique à l'Université du Transkei. 
De 2004 à 2008, il a été directeur opérationnel du Conseil national du patrimoine avant de devenir président du conseil de l'Université Walter Sisulu. 
En décembre 2020, il est nommé par la majorité des parlementaires à la commission de service public malgré les objections de l'Alliance démocratique (opposition) qui lui reproche ses déclarations publiques passées estimées systématiquement bienveillantes vis-à-vis du président Cyril Ramaphosa, du congrès national africain et même des Economic Freedom Fighters.

## Sources
- Biographie